# Charles Fox (matemàtic)
Charles Fox   (Londres, 17 de març de 1897 - Montreal, 30 d'abril de 1977) va ser un matemàtic nascut a Anglaterra que va treballar al Canadà.
Fox va rebre la seva escolarització a Londres fins al 1915, any en què va ingressar al Sidney Sussex College de la universitat de Cambridge en el qual va estudiar matemàtiques sota la guia de Godfrey Harold Hardy. Després d'interrompre els estudis el període 1917-1918 per la Primera Guerra Mundial, combatent al front de França on va ser ferit, va graduar-se el 1919. El curs següent va ser professor a l'Imperial College London i, a partir de 1920, del Birkbeck College de la universitat de Londres, en la qual es va doctorar el 1928.
El 1949 es va traslladar a Mont-real (Canadà) per ocupar una plaça de professor a la universitat anglòfona McGill que va mantenir fins a la seva jubilació el 1967. Després de jubilar-se encara va ser professor visitant a la universitat George Williams (actual universitat Concordia) fins poc abans de la seva mort.
Fox va publicar una quarantena d'articles científics (des de 1925 fins a 1975) i un llibre de text sobre el càlcul de variacions, An Introduction to the Calculus of Variations (1953), que s'ha reimprès diverses vegades. Els seus treballs versen sobre séries nul·les, funcions hipergeomètriques, equacions i transformacions integrals, matemàtiques de la navegació i teoria de les distribucions estadístiques. Fox és recordat, sobre tot, per haver descobert les anomenades H-funcions, que tenen un ample potencial d'aplicació en els camps de l'enginyeria, de la ciència i de l'estadística.